# Proconica
Proconica és un gènere d'arnes de la família Crambidae.

## Taxonomia
- Proconica flaviguttalis Hampson, 1899
- Proconica nigrcyanalis Hampson, 1899